# غرزة ريشية

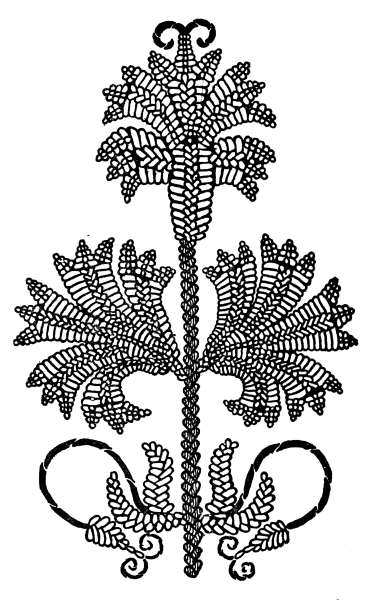

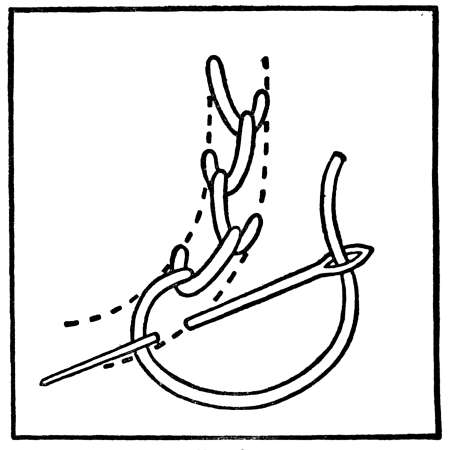
غرزة ريشية

الغرزة الريشية أو غرزة الريش هي تقنيات تطريز مصنوعة من غرز مفتوحة وملفوفة تُعمل بالتناوب عن يمين ويسار الضلع المركزي. تُصنف غرزة الذبابة مع غرز الريش.

## الصور

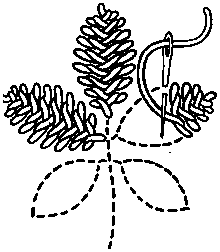
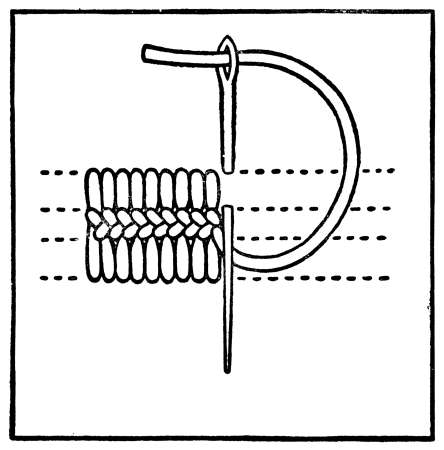
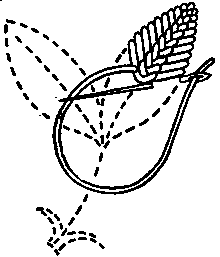
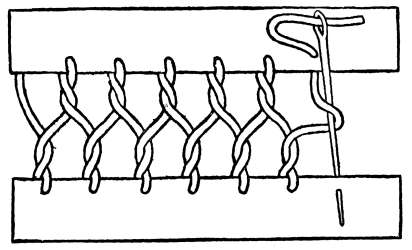
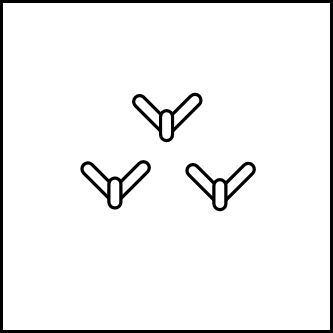
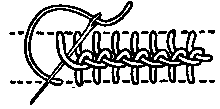
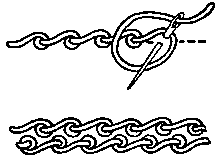